# Бесилка
Бесилка е рамка, обикновено от дърво, използвана за екзекутиране на престъпници чрез обесване. В някои езици е метафора за смъртното наказание („Ще отиде на бесилката за това!“).
Съществуват няколко различни форми бесилки. Най-простата (използвана и в играта на бесеница) има формата на буквата Г, с една изправена и една хоризонтална греда, на която се завързва въжената примка. Печално известната бесилка в Тайбърн, Англия, имала триъгълен план, с три изправени и три напречни греди, позволявайки престъпници да бъдат екзекутирани от трите ѝ страни едновременно.
Съоръжението може да бъде както постоянно, символ на властта и назидание на евентуалните престъпници, така и издигано специално за дадена екзекуция.